# Cintamani

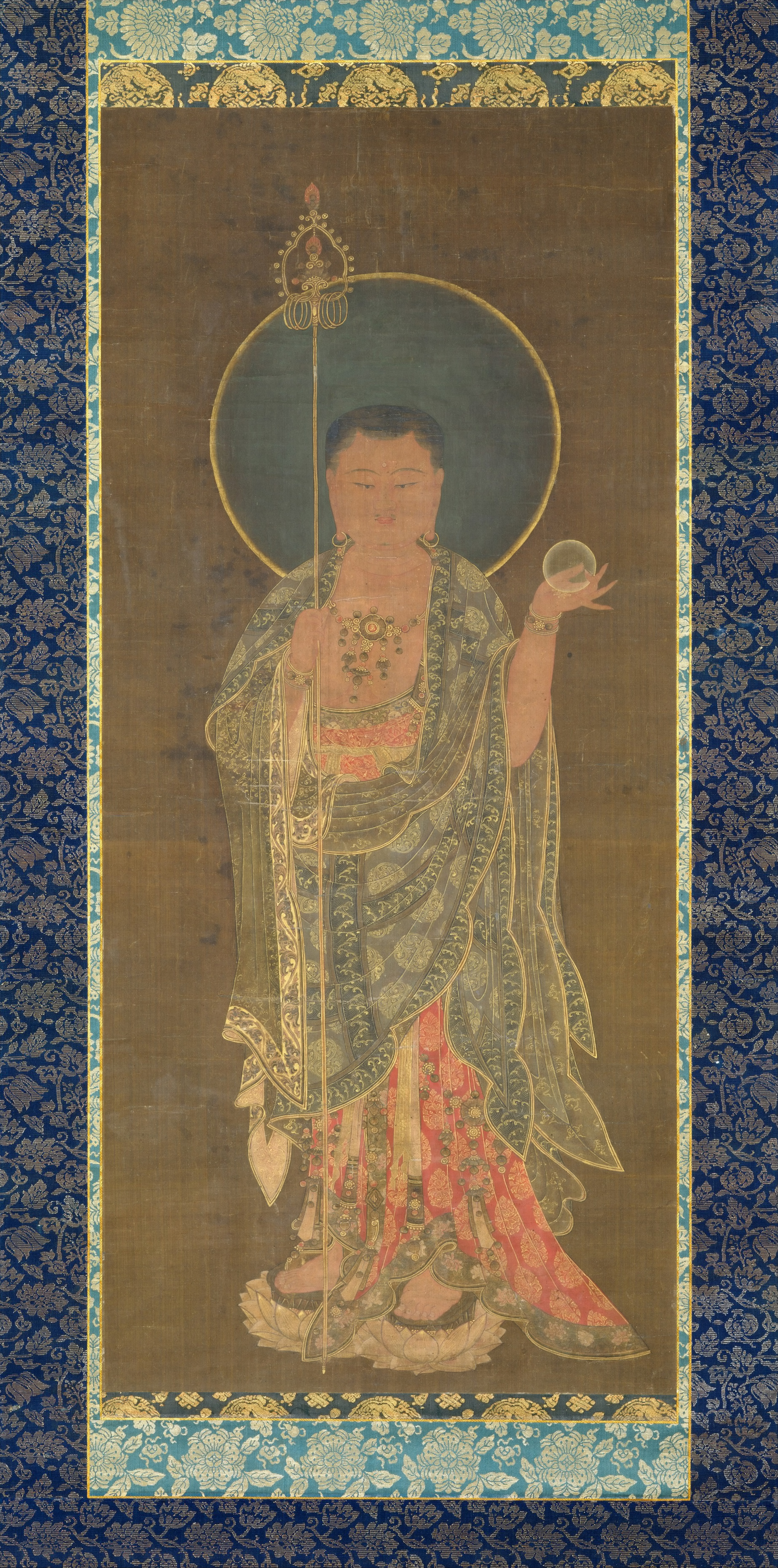
Secolul 14: Goryeo, pictură de Ksitigarbha deținând un cintamani

Cintāmaṇi (Sanscrită; Devanagari: चिन्तामणि), scris și Chintamani (sau Piatra Chintamani), este o bijuterie care îți împlinește dorințele, în ambele tradiții: hindusă și budistă, unii afirmând că ar fi echivalentul pietrei filozofale din alchimia europeană. Este una din cele câteva imagini de bijuterii Mani găsite în scriptura budistă.

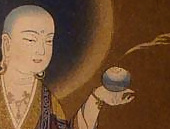
Ksitigarbha Bodhisattva ține în mână Piatra Dorințelor

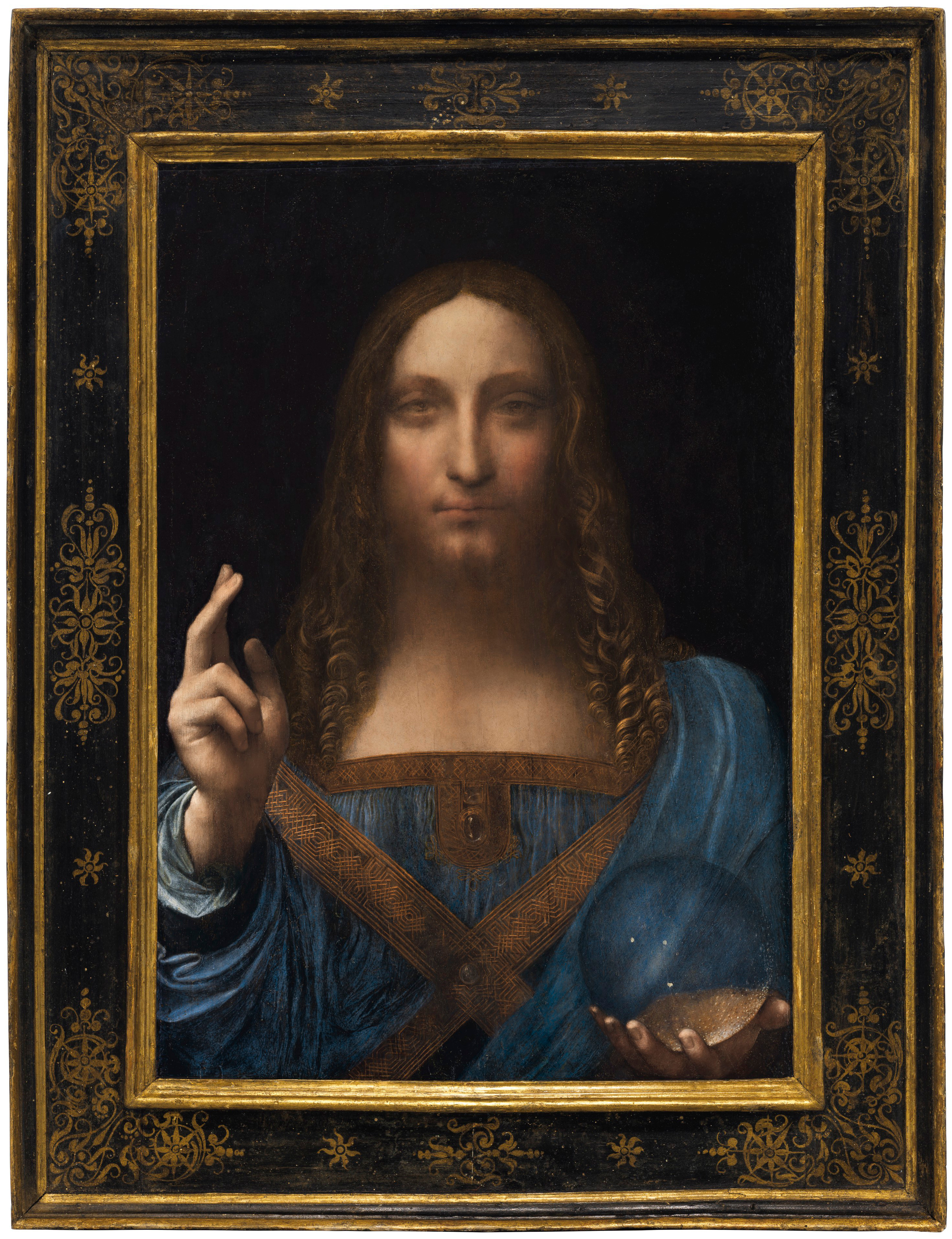
Salvator Mundi de Leonardo da Vinci. Unii autori cred că sfera din palma lui Iisus este Piatra Cintamani

În budism, ea este deținută de Bodhisattva (ființă divină, cu mare compasiune, înțelepciune și putere) Avalokiteshvara și Ksitigarbha. Este, de asemenea, văzută purtată pe spatele lui Lung Ta (calul vântului) care este reprezentat pe steagurile de rugăciune tibetane. Prin recitarea Dharani-ului (mic imn)  al bijuteriei Cintamani, tradiția budistă susține că se atinge Înțelepciunea lui Buddha, capabil să înțeleagă adevărul lui Buddha, și să schimbe suferințele în Bodhi. Se spune că permite vederea Sfântului Alai al lui Amitabha și adunarea la căpătâiul acestuia, muribund. În tradiția budistă tibetană, Chintamani este uneori descrisă ca o perlă luminoasă și este în posesia mai multor forme diferite ale lui Buddha.
În hinduism este conectată cu zeii Vishnu și Ganesha. În tradiția hindusă este de multe ori descrisă ca o fabuloasă bijuterie în posesia regelui Naga sau pe fruntea lui Makara. 
Yoga Vasistha, scrisă inițial în secolul 10, conține o poveste despre Cintamani.
 Vishnu Purana hindus vorbește de "bijuteria Syamanta, care dăruie prosperitate proprietarului său, ecapsulând sistemul clanului Yadu ". Vishnu Purana este atribuit mijlocului primului mileniu al erei noastre. Acesta se bazează pe o religie sau folclor mai vechi.

## Nomenclatură, ortografie și etimologie
- Cintāmaṇi (Sanscrită; Devanagari: चिन्तामणि): '-piatra care îndeplinește dorințele' (ཡིད་བཞིན་ནོར་བུ Wylie)[5]
- Mani (bijuterie) este tradus în Chineză prin ruyi sau ruyizhu 如意珠 "bijuteria unei dorințe a cuiva" sau ruyibaozhu 如意寶珠 "bijuteria prețioasă a dorinței cuiva". Ruyibaozhu este pronunțat în Japoneză nyoi-hōju sau nyoi-hōshu 如意宝珠. Ruyizhu este pronunțată în coreeană yeouiju 여의주.

## Istoric

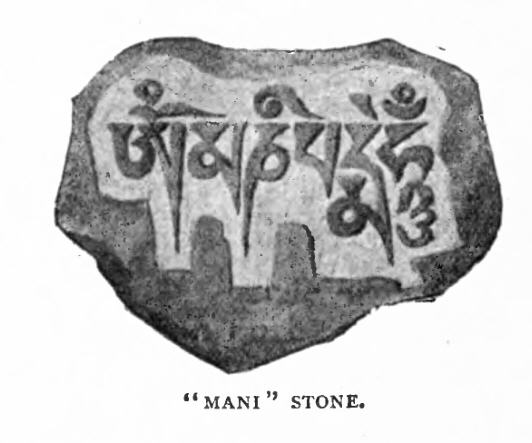
Piatra Mani

În budism, Chintamani este declarată a fi una dintre cele patru relicve care au venit într-un cufăr căzut din cer (multe terma au căzut din cer în sicrie) în timpul domniei regelui Lha Thothori Nyantsen din Tibet.   
Deși regele nu a înțeles menirea obiectelor, le-a păstrat cu sfințenie. Câțiva ani mai târziu, doi străini misterioși au apărut la curtea regelui, explicând menirea celor patru relicve, care  includeau potirul lui Buddha (posibil Potirul Cântător) și o piatră mani cu Om Mani Padme Hum mantra înscris pe ea. Aceste câteva obiecte au fost aducătoare de Dharma în Tibet.

Articolul ruyizhu din Digital Dictionary of Budism spune:
O bijuterie-maṇi, bijuterie magică, care se manifestă indiferent de ce se dorește (Skt. maṇi, cintā-maṇi, cintāmaṇi-ratna). În funcție de dorințe, pot apărea comori, îmbrăcăminte și alimente, în timp ce boala și suferința pot fi eliminate, apa poate fi purificata etc. Este o metaforă pentru învățăturile și virtuțile lui Buddha. ... Declarat a fi obținut de la regele-dragon de mare, sau de la capul marelui pește Makara, sau din relicvele lui Buddha.

## Vezi și
- Kaustubha Gem
- Kisshoutennyo (吉祥天女)
- Piatra filozofală
- Sendai Daikannon statuie
- Syamantaka Gem